# Miran Pavlin
Miran Pavlin (Kranj, 8 oktober 1971) is een voormalig profvoetballer uit Slovenië, die speelde als aanvallende middenvelder gedurende zijn carrière. Hij kwam onder meer uit voor Olimpija Ljubljana, SC Freiburg en Olympiakos Nicosia.

## Interlandcarrière
Pavlin kwam in totaal 63 keer (vijf doelpunten) uit voor de nationale ploeg van Slovenië in de periode 1994-2004. Onder leiding van bondscoach Zdenko Verdenik maakte hij zijn debuut op 23 maart 1994 in de vriendschappelijke wedstrijd tegen Macedonië (2-0) in Skopje, net als Ermin Šiljak (Olijmpia Ljubljana) en Branko Zupan (Publikum Celje). Pavlin nam met Slovenië deel aan twee titeltoernooien: het EK voetbal 2000 en het WK voetbal 2002.
| Interlanddoelpunten | Interlanddoelpunten | Interlanddoelpunten | Interlanddoelpunten    | Interlanddoelpunten | Interlanddoelpunten | Interlanddoelpunten | Interlanddoelpunten |
| №                   | Datum               | Locatie             | Wedstrijd              | Goal(s)             | Score               | Uitslag             | Competitie          |
| ------------------- | ------------------- | ------------------- | ---------------------- | ------------------- | ------------------- | ------------------- | ------------------- |
| 1                   | 17 november 1999    | Kiev                | Oekraïne – Slovenië    | 78'                 | 1 – 1               | 1 – 1               | EK-kwalificatie     |
| 2                   | 23 februari 2000    | Muscat              | Oman – Slovenië        | 15'                 | 0 – 1               | 0 – 4               | Oefeninterland      |
| 3                   | 13 juni 2000        | Charleroi           | Slovenië – Joegoslavië | 52'                 | 2 – 0               | 3 – 3               | EK-eindronde        |
| 4                   | 16 augustus 2000    | Ostrava             | Tsjechië – Slovenië    | 59'                 | 0 – 1               | 0 – 1               | Oefeninterland      |
| 5                   | 17 april 2002       | Ljubljana           | Slovenië – Tunesië     | 23'                 | 1 – 0               | 1 – 0               | Oefeninterland      |

## Erelijst
Olimpija Ljubljana
- Landskampioen

1993, 1994, 1995
- Beker van Slovenië

1993, 1996
- Sloveense Supercup

1995
 FC Porto
- Beker van Portugal

2001